# Masacre de Joševica
La masacre de Joševica fue un crimen de guerra cometido por las fuerzas paramilitares de los serbios rebeldes en el pueblo croata de Joševica durante la Guerra de Croacia. Estas atrocidades tuvieron lugar el 16 de diciembre de 1991.
Las fuerzas paramilitares serbias mataron a 21 civiles croatas en el pueblo de Joševica cerca de la ciudad de Glina. Un civil sobrevivió al ataque con graves heridas. Después de unas semanas, las fuerzas paramilitares serbias perpetraron otra masacre, matando a otros 3 croatas. En total, 32 residentes de Joševica de los 133 que habían vivido en Joševica (censo de 1991) fueron asesinados.
En ese momento no había ningún combate activo en el área de Joševica, ya que las fuerzas rebeldes serbias ya habían ocupado el área. Los comandantes militares de los serbios también habían hecho garantizar a los croatas locales que iban a disfrutar de la paz y la seguridad en caso de que no participaron en la resistencia armada.

## Investigación
En ese momento, Nikola Sužnjević, un juez de instrucción en el empleo de la entonces República de la Krajina Serbia (en 2008 un miembro del consejo de la ciudad de Glina) había investigado los hechos e hizo un registro detallado con una lista precisa de las víctimas y la descripción de cómo murieron esas personas. A pesar de ello, las autoridades de ocupación de la RKS no habían hecho ninguna otra acción, y los autores no fueron legalmente procesados, a pesar de la existencia de testigos.
La Oficina Fiscal del Estado de la República de Croacia (DORH) ha acusado a seis ciudadanos de la República de Serbia por el caso Joševica. Todos ellos se habían marchado a Serbia en 1995 después de que la operación croata Destello, donde tomaron la residencia permanente. La DORH llevó adelante las acusaciones casi 17 años después de los acontecimientos.